# Francisc Ronnay
Francisc Ronnay (auch Ferenc Rónay; * 29. April 1900 in Arad, Österreich-Ungarn; † 6. Juni 1967) war ein rumänischer Fußballspieler und -trainer. Er bestritt 34 Spiele in der höchsten rumänischen Spielklasse, der Divizia A.

## Karriere als Spieler

### Verein
Ronnay begann im Alter von zwölf Jahren mit dem Fußballspielen bei AMEF Arad in seiner Heimatstadt. Im Jahr 1920 wechselte er zu CAO Oradea. Mit dem Klub konnte er sich in den 1920er-Jahren im Duell mit dem Lokalrivalen Stăruința Oradea zweimal für die Endrunde um die rumänische Fußballmeisterschaft qualifizieren. Das beste Ergebnis konnte er in diesem Zeitraum im Jahr 1924 erzielen, als er mit seiner Mannschaft das Finale erreichte, dort aber dem führenden rumänischen Klub jener Zeit, Chinezul Timișoara, mit 1:4 unterlag.
Als im Jahr 1932 die Profiliga Divizia A gegründet wurde, spielte Ronnay mit seinem Team vom ersten Jahr an im Oberhaus. Nachdem die Mannschaft zweimal den Einzug ins Finale verpasst hatte, wurde er am Ende der Saison 1934/35 Vizemeister hinter Ripensia Timișoara. In der Spielzeit 1933/34 konnte er zwölf Treffer erzielen und holte damit die beste Torausbeute seiner Laufbahn.
Nach einem Jahr bei Craiu Iovan Craiova in der Divizia B kehrte Ronnay im Jahr 1936 zu CAO zurück und wurde Spielertrainer. Dabei setzte er sich in der Hinrunde 1936/37 viermal selbst ein. Nach einem halben Jahr bei Electrica Oradea in der Divizia C beendete er seine Laufbahn. Lediglich im Jahr 1944, als er als Trainer des als Nagyváradi AC in der ungarischen Nemzeti Bajnokság spielenden CAO fungierte, kam er noch auf einige Einsätze, so dass er im Alter von 44 Jahren die ungarische Meisterschaft und damit seinen ersten Titel gewann.

### Nationalmannschaft
Ronnay bestritt zwischen 1922 und 1932 acht Spiele für die rumänische Fußballnationalmannschaft und erzielte dabei drei Tore. Er debütierte im ersten Länderspiel Rumäniens am 8. Juni 1922 gegen Jugoslawien, wo er das erste Länderspieltor Rumäniens erzielen konnte. In den weiteren Jahren kam er nur selten zum Einsatz. Sein letztes Länderspiel bestritt er am 16. Oktober 1932 gegen Österreich (Amateure), als er nach 30 Sekunden den Siegtreffer markieren konnte.

## Karriere als Trainer
Schon zum Ende seiner aktiven Laufbahn war Ronnay als Spielertrainer bei seinem Klub CAO Oradea tätig. Seine Arbeit in der Saison 1936/37 endete nach einem halben Jahr jedoch vorzeitig. Während des Zweiten Weltkrieges fungierte er erneut als Trainer von CAO, das zu jener Zeit als Nagyváradi AC in der ungarischen Nemzeti Bajnokság spielte. Im Jahr 1944 gewann er mit seiner Mannschaft die ungarische Meisterschaft.
Nach Kriegsende wurde Ronnay im Sommer 1947 als Nachfolger von Coloman Braun-Bogdan Cheftrainer von CFR Bukarest (das spätere Rapid Bukarest) in der Divizia A. Dieses Engagement endete trotz eines dritten Platzes in der Meisterschaft vorzeitig und Ronnay wurde zur Winterpause von Ioachim Moldoveanu abgelöst. Während der Hinrunde hatte er neben seiner Tätigkeit für CFR in drei Spielen im Herbst 1947 auch die rumänische Nationalmannschaft betreut. Gegen die Tschechoslowakei und Ungarn gab es klare Niederlagen, so dass lediglich ein Unentschieden gegen Polen am 26. Oktober 1947 heraussprang.
Anfang 1950 wurde Ronnay Cheftrainer von CCA Bukarest (das spätere Steaua Bukarest). Trotz Pokalsieg 1950 musste er am Saisonende Gheorghe Popescu weichen. Ein Jahr später übernahm er das gerade in die Divizia A aufgestiegene Team von CA Câmpulung Moldovenesc und führte das Team zu einem dritten Platz in der Saison 1952. In der nachfolgenden Spielzeit lag er mit seiner Mannschaft zur Saisonmitte auf dem zweiten Tabellenplatz, als der Verein aufgelöst wurde. Wie die besten Spieler der Mannschaft schloss sich auch Ronnay CCA Bukarest an. Dort gewann er am Saisonende die Meisterschaft unterlag mit seinem Team aber im Pokalfinale. Nach der Hinrunde 1954 lag die Mannschaft mit drei Punkten Rückstand auf Flamura Roșie UT Arad auf dem zweiten Tabellenplatz, als er Ilie Savu Platz machen musste.
Zur Rückrunde wurde Ronnay als Nachfolger von Remus Ghiurițan erneut Trainer von CFR Bukarest, das mittlerweile unter Locomotiva firmierte. Nach acht Punkten aus 13 Spielen musste er mit Locomotiva absteigen, schaffte aber den sofortigen Wiederaufstieg. Er blieb drei weitere Spielzeiten Cheftrainer und hatte bis zu seinem Ausscheiden 1959 nichts mit Meisterschaft oder Abstieg zu tun.
In der Saison 1962/63 betreute Ronnay seinen früheren Klub CAO Oradea (nunmehr als Crișana Oradea) zu Saisonbeginn in der Divizia A, wurde aber nach sieben Spieltagen auf dem vorletzten Platz liegend durch Constantin Woronkowski ersetzt.

## Erfolge

### Als Spieler
- ungarischer Meister: 1944
- rumänischer Vizemeister: 1924, 1935

### Als Trainer
- ungarischer Meister: 1944
- rumänischer Meister: 1953
- rumänischer Pokalsieger: 1950